# Funambulus palmarum
La ardilla de la palma de la India o ardilla de la palma de tres rayas (Funambulus palmarum) es una especie de roedor de la familia Sciuridae que se encuentra naturalmente en India (sur de Vindhyas) y Sri Lanka. A finales del siglo XIX, la ardilla de la palma se introdujo en Madagascar, Reunión, Mayotte, Islas Comoro, Mauricio, Seychelles y Australia, donde desde entonces se ha convertido en una plaga menor. La ardilla de la palma de cinco rayas estrechamente relacionada, F. pennantii, se encuentra en el norte de la India, y su área de distribución se superpone en parte con esta especie.

## Descripción

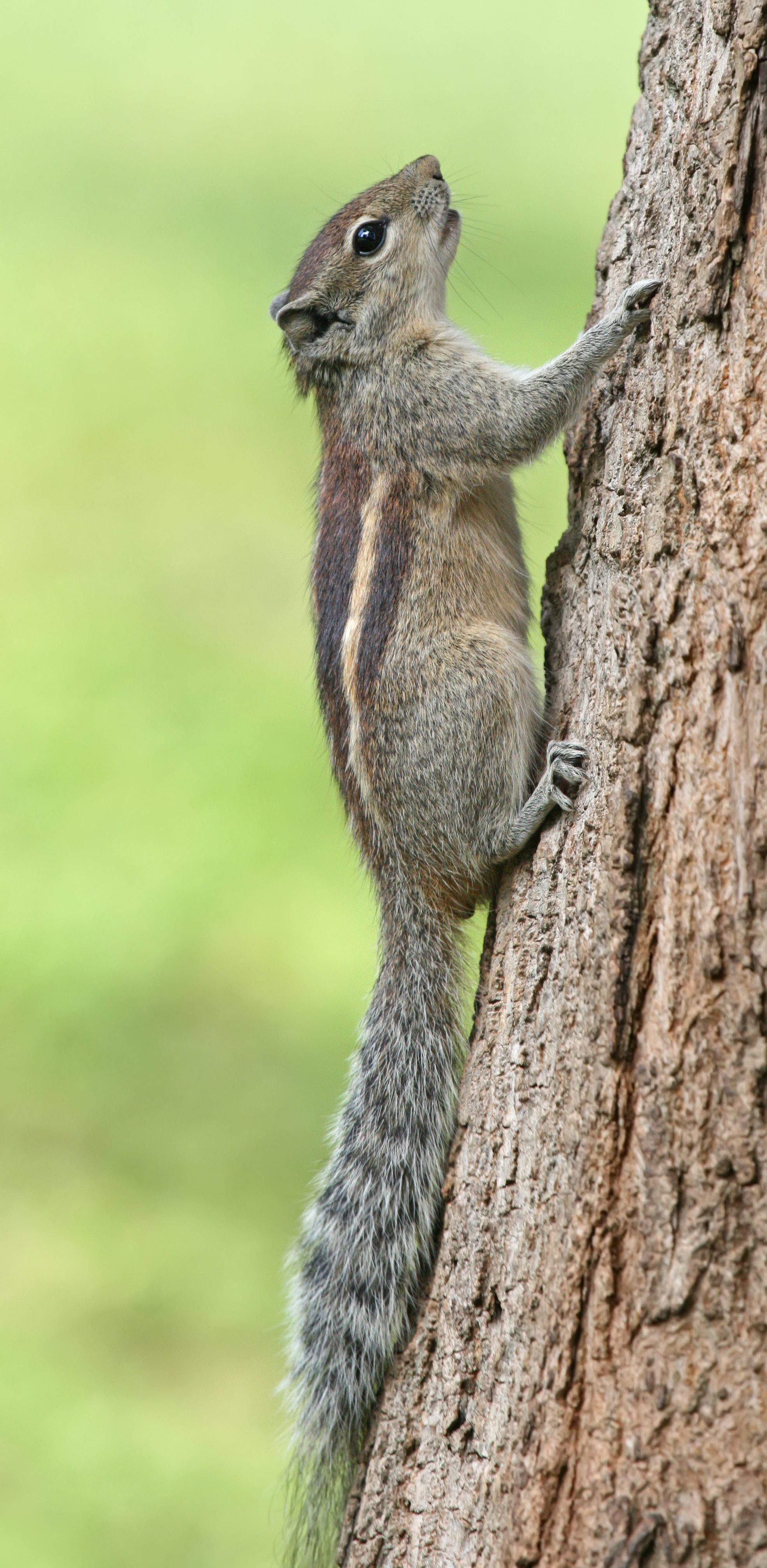
Ardilla de la palma india, Bangalore, India

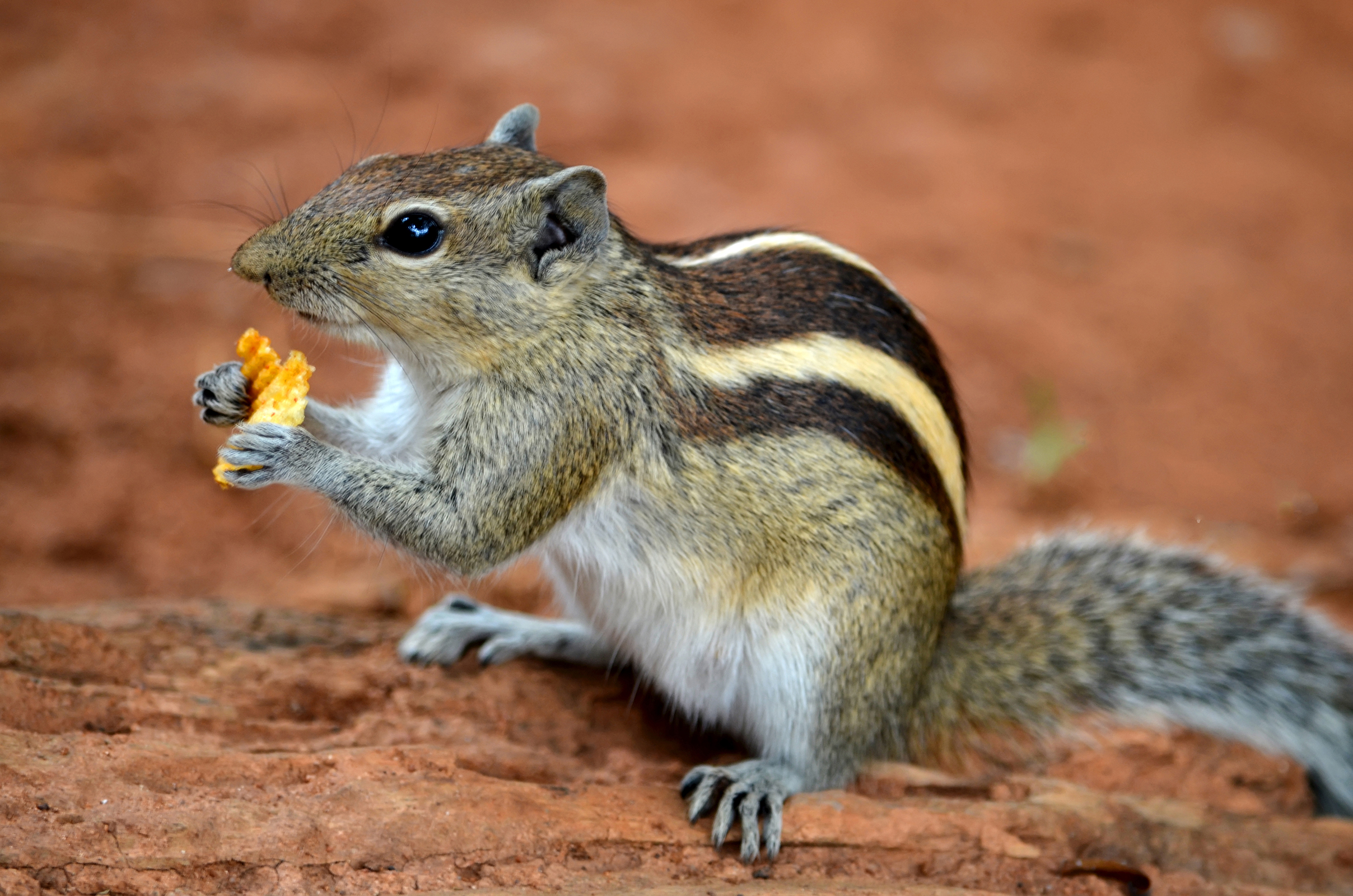
Ardilla de la palma india

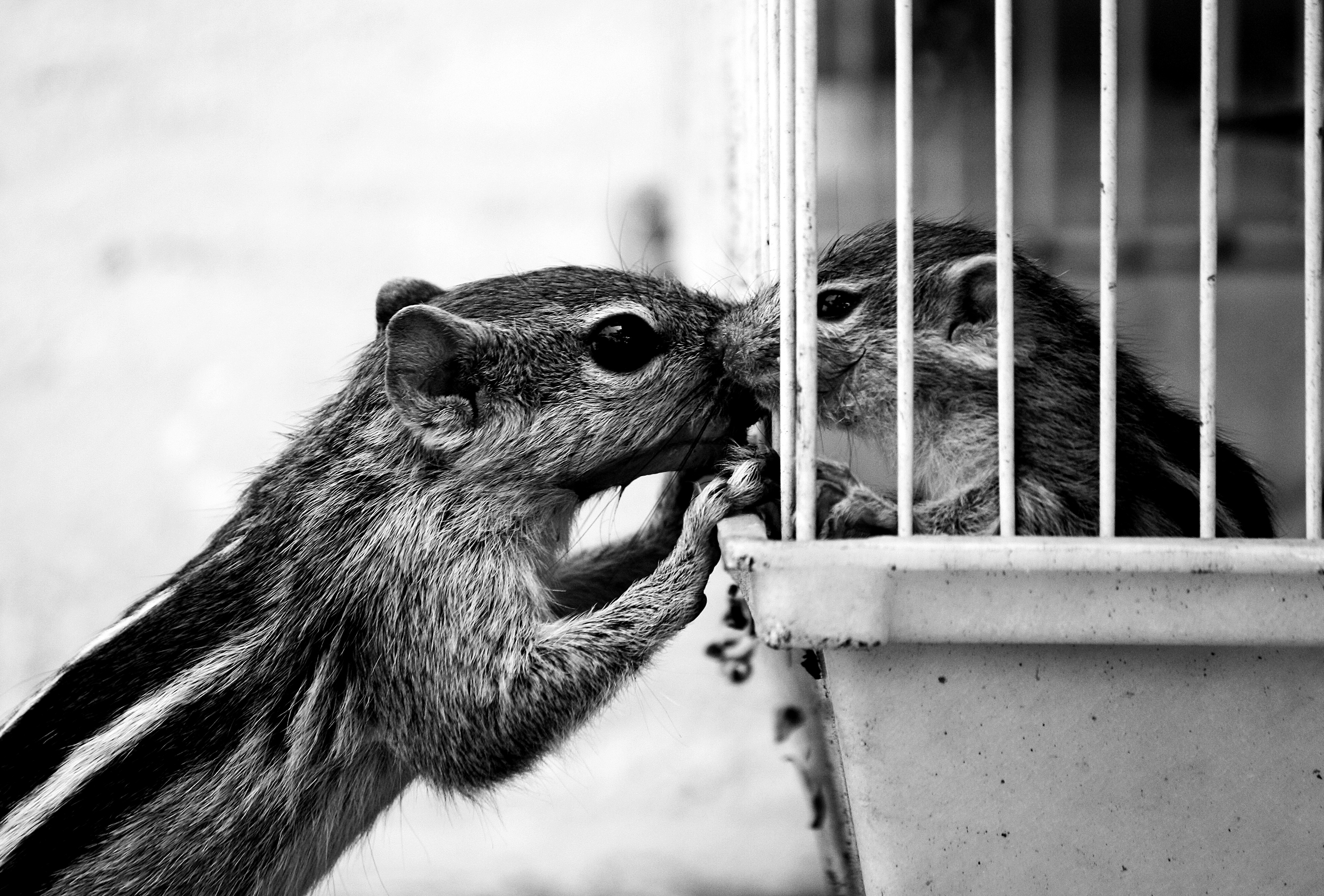
Una ardilla de la palma india con su cachorro

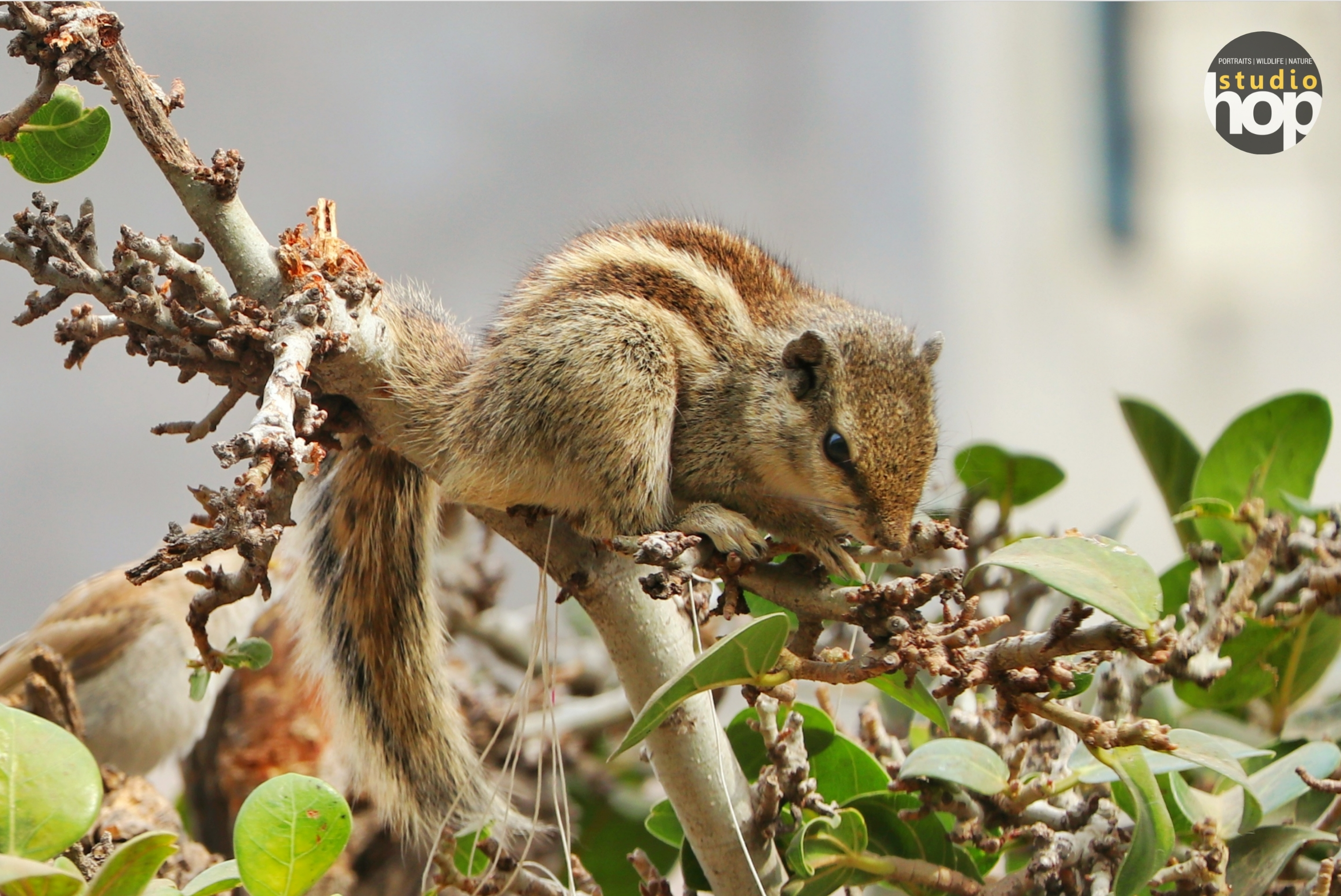

La ardilla de la palma es aproximadamente del tamaño de una ardilla listada grande, con una cola espesa ligeramente más corta que su cuerpo. El dorso es de color gris pardo grisáceo con tres rayas blancas visibles que van de la cabeza a la cola. Las dos franjas exteriores van desde las patas delanteras hasta las patas traseras solamente. Tiene un vientre blanco cremoso y una cola cubierta de cabello largo, blanco y negro intercalado. Las orejas son pequeñas y triangulares. Las ardillas juveniles tienen una coloración significativamente más clara, que se vuelve cada vez más oscura a medida que envejecen. El albinismo es raro, pero existe en esta especie. 

## Ciclo vital

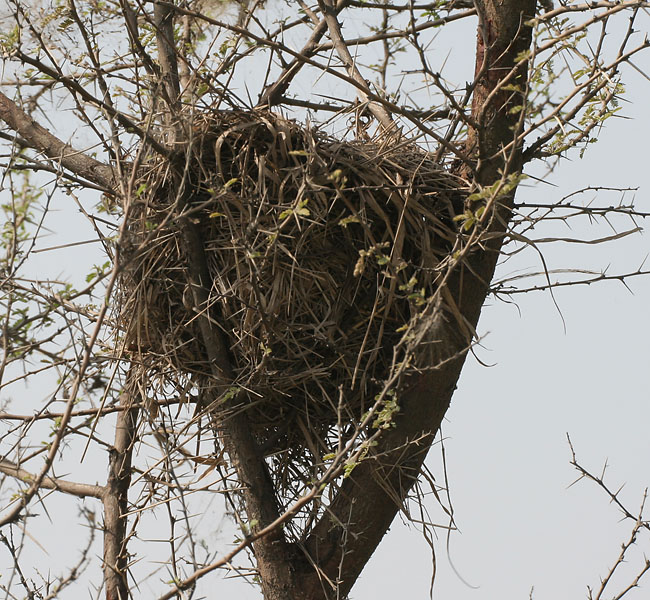
Un nido de ardilla de la palma de la India

El período de gestación es de 34 días; La cría se realiza en nidos de hierba durante el otoño. Las camadas de dos o tres son comunes, y promedian 2.75. Las crías son destetadas después de aproximadamente 10 semanas y son sexualmente maduras a los 9 meses. El peso adulto es de 100g. Poco se sabe sobre su longevidad, pero un espécimen vivió 5,5 años en cautiverio.

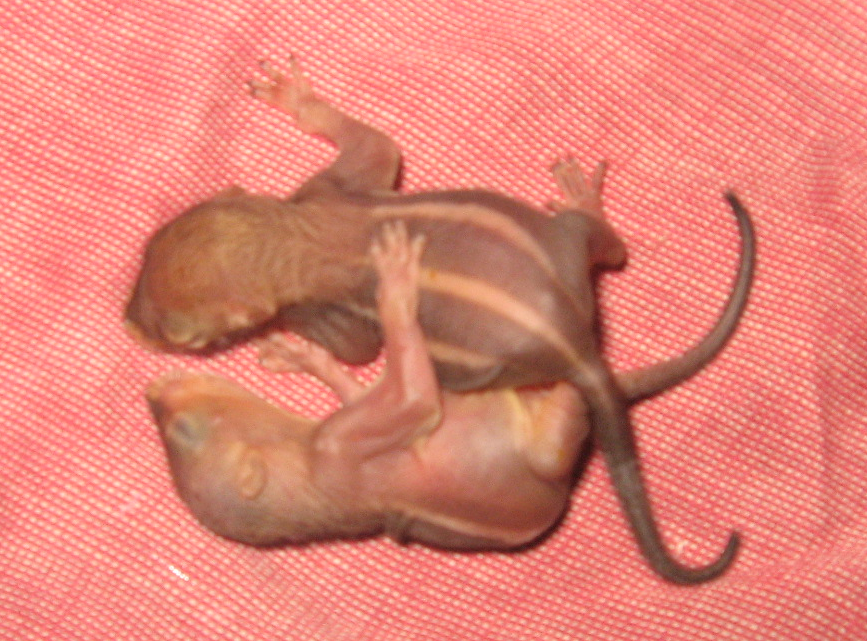
Un par de ardillas de la palma de la India, una semana después de que fueron rescatadas. Las ardillas habían caído de un cocotero.

## Dieta y comportamiento
Estas ardillas comen principalmente nueces y frutas. Son bastante vocales, con un grito que suena como "chip chip chip" cuando hay peligro presente. Son oportunistas en áreas urbanas, y pueden ser fácilmente domesticadas y entrenadas para aceptar alimentos de humanos. Naturalmente activa, su actividad alcanza niveles de frenesí durante la temporada de apareamiento. Tienden a ser muy protectores de sus fuentes de alimento, a menudo defendiéndolos de pájaros y otras ardillas. 
A diferencia de otras especies de ardillas, la ardilla de la palma de la India no hiberna. 

## Importancia en el hinduismo
Las ardillas se consideran sagradas en la India y no deben ser dañadas. Incluso son alimentadas por muchas familias hindúes, principalmente debido a su asociación con Rama. 
Una leyenda explica las rayas en la parte posterior de la mayoría de las ardillas. Durante la construcción del Rama Setu (puente) en Rameswaram por Rama y el Vanara Sena, una pequeña ardilla también contribuyó a su manera. Rodó en la arena de la playa y luego corrió hasta el final del puente para sacudirse la arena de la espalda. Rama, complacido por la dedicación de la criatura, acarició la espalda de la ardilla y, desde entonces, la ardilla de la India llevaba rayas blancas en su espalda, que se cree que son la marca de los dedos de Rama. Rama y la ardilla se mencionan en uno de los himnos de los Alvars. 

## Subespecies
Generalmente se describen cuatro subespecies válidas de acuerdo con la distribución geográfica. También se describen muchas más subespecies, pero no han sido validadas.
- Subespecies validadas 
  - Funambulus palmarum bellaricus (Wroughton, 1916)
  - Funambulus palmarum palmarum (Linneo, 1766)
  - Funambulus palmarum brodiei (Blyth, 1849)
  - Funambulus palmarum robertsoni (Wroughton, 1916)
- Subespecies no validadas 
  -  ? Funambulus palmarum bengalensis (Wroughton, 1916)
  -  ? Funambulus palmarum comorinus (Wroughton, 1905)
  -  ? Funambulus palmarum gossei (Wroughton y Davidson, 1919)
  -  ? Funambulus palmarum kelaarti (Layard, 1851)
  -  ? Funambulus palmarum matugamensis (Lindsay, 1926)
  -  ? Funambulus palmarum olympius (Thomas y Wroughton, 1915)
  -  ? Funambulus palmarum penicillatus (Leach, 1814)
  -  ? Funambulus palmarum favonicus (Thomas y Wroughton, 1915)